# Fade to Black (canção de Nadir Rüstəmli)
"Fade to Black" (em português: Escurecer) é a canção que representou o Azerbaijão no Festival Eurovisão da Canção 2022 que teve lugar em Turim. A canção foi selecionada através de uma seleção interna. Na semifinal do dia 12 de maio, a canção qualificou-se para a final, terminando em 16º lugar com 106 pontos.